# FLNC-UC
El FLNC-Unión de los Combatientes es un movimiento independentista corso salido del FLNC. El FLNC-CPU es famoso por la relación cercana de Charles Pieri. Está relacionado con el partido A Cuncolta Naziunalista y el grupo de los poukis Resistenza Corsa. Para simplificar, el FLNC-CPU reagrupa a herederos de canal histórico del FLNC y a los viejos del FLNC-Canal Habituel, mientras que el FLNC del 22 de octubre reúne principalmente a herederos al FLNC-canal Habituel.